# Piste ciclabili del Trentino
Le piste ciclabili del Trentino formano una rete con una lunghezza di circa 465 chilometri e sono distribuite omogeneamente sul territorio e oltre ai percorsi già esistenti, altri sono in progetto.

## Valle dell'Adige
- Lunghezza: 89,3 km (confine con l'Alto Adige – confine con la Provincia di Verona)
- Tempo medio di percorrenza: 6-7 ore
- Tipo di fondo: asfalto
- Stagione consigliata: tutte

Il percorso fa parte della ciclopista del Sole che inizia dal passo del Brennero e arriva a Napoli. Partendo da Roveré della Luna si costeggia il fiume Adige passando da Trento e Rovereto e, nei pressi di Mori si incrocia con la pista del Basso Sarca. La pista finisce a Borghetto sull'Adige, al confine con la Provincia di Verona.

## Valsugana

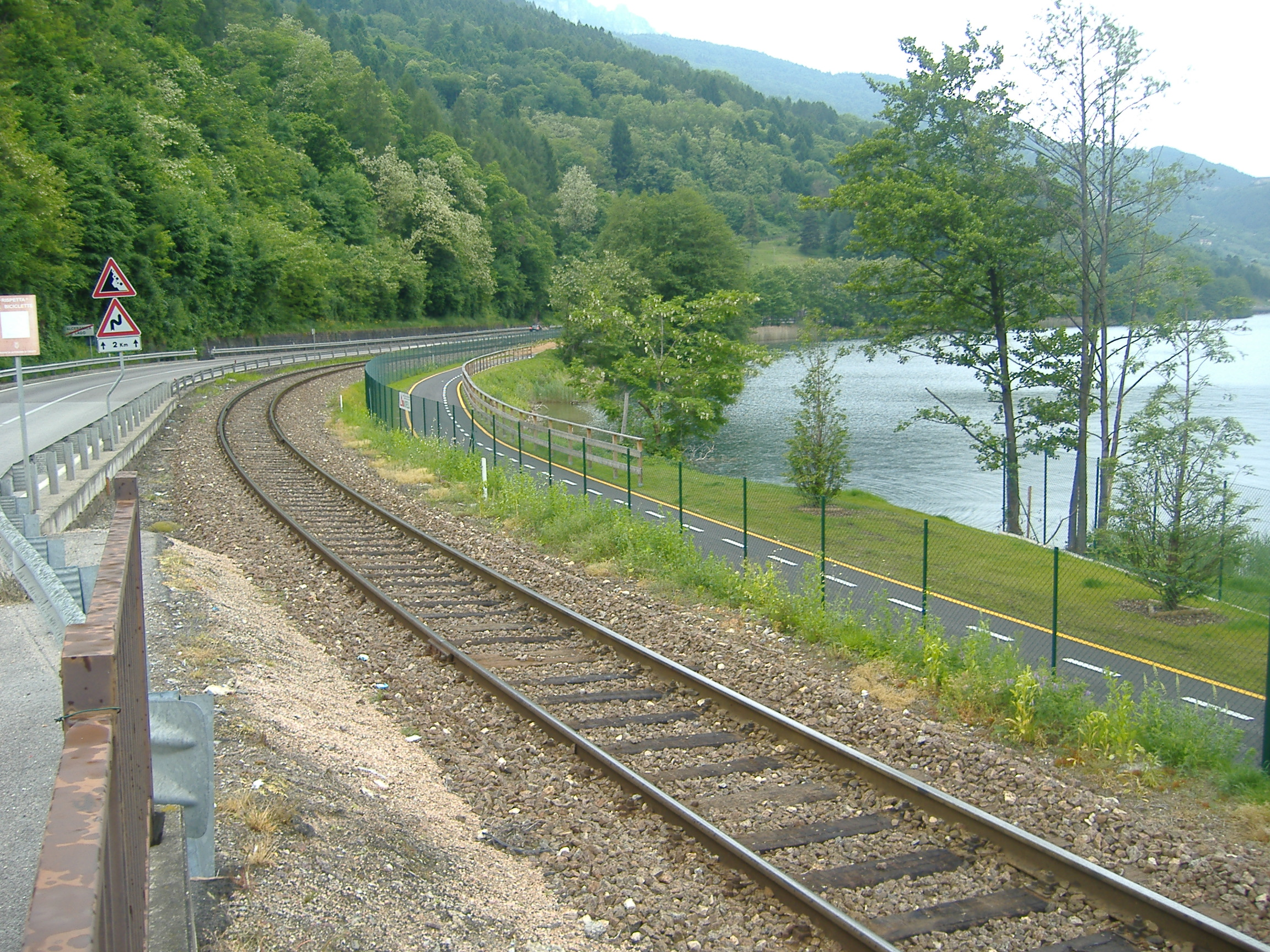
La pista comincia nel comune di Pergine Valsugana per raggiungere il confine con il Veneto a Pianello Vallon nel comune di Grigno

- Lunghezza: 50 km (San Cristoforo al Lago – Primolano)
- Tempo medio di percorrenza: 5-6 ore
- Tipo di fondo: asfalto
- Stagione consigliata: da primavera ad autunno

La pista ciclabile inizia a San Cristoforo al Lago, sul Lago di Caldonazzo per proseguire lungo il Brenta, verso Borgo Valsugana per poi concludersi a Primolano.

## Valle del Primiero
- Lunghezza: 11 km (Siror – Imer)
- Tempo medio di percorrenza: 1 ora
- Tipo di fondo: asfalto
- Stagione consigliata: estate

Partendo da Siror, nella Valle del Primiero si va verso sud passando da Tonadico e Transacqua, sotto il paese di Fiera di Primiero per terminare poi a Imer.

## Val di Sole
- Lunghezza: 35 km (ponte di Mostizzolo – Cogolo)
- Tempo medio di percorrenza: 3-4 ore
- Tipo di fondo: asfalto
- Stagione consigliata: estate

Partendo dal ponte di Mostizzolo, dove il torrente Noce sfocia diventa immissario del Lago di Santa Giustina, si risale la Val di Sole passando da Malé, Dimaro e Pellizzano per poi infilarsi verso Peio e più precisamente a Cogolo, dove la pista finisce.

## Val di Fiemme e Val di Fassa
- Lunghezza: 48 km (Molina di Fiemme – Alba di Canazei)
- Tempo medio di percorrenza: 4-5 ore
- Tipo di fondo: asfalto
- Stagione consigliata: estate

Si parte dalla Val di Fiemme, a Molina e, passando a sud di Cavalese si arriva a Predazzo e a Moena si entra in Val di Fassa per concludersi ad Alba dopo aver superato Canazei.

## Val Rendena

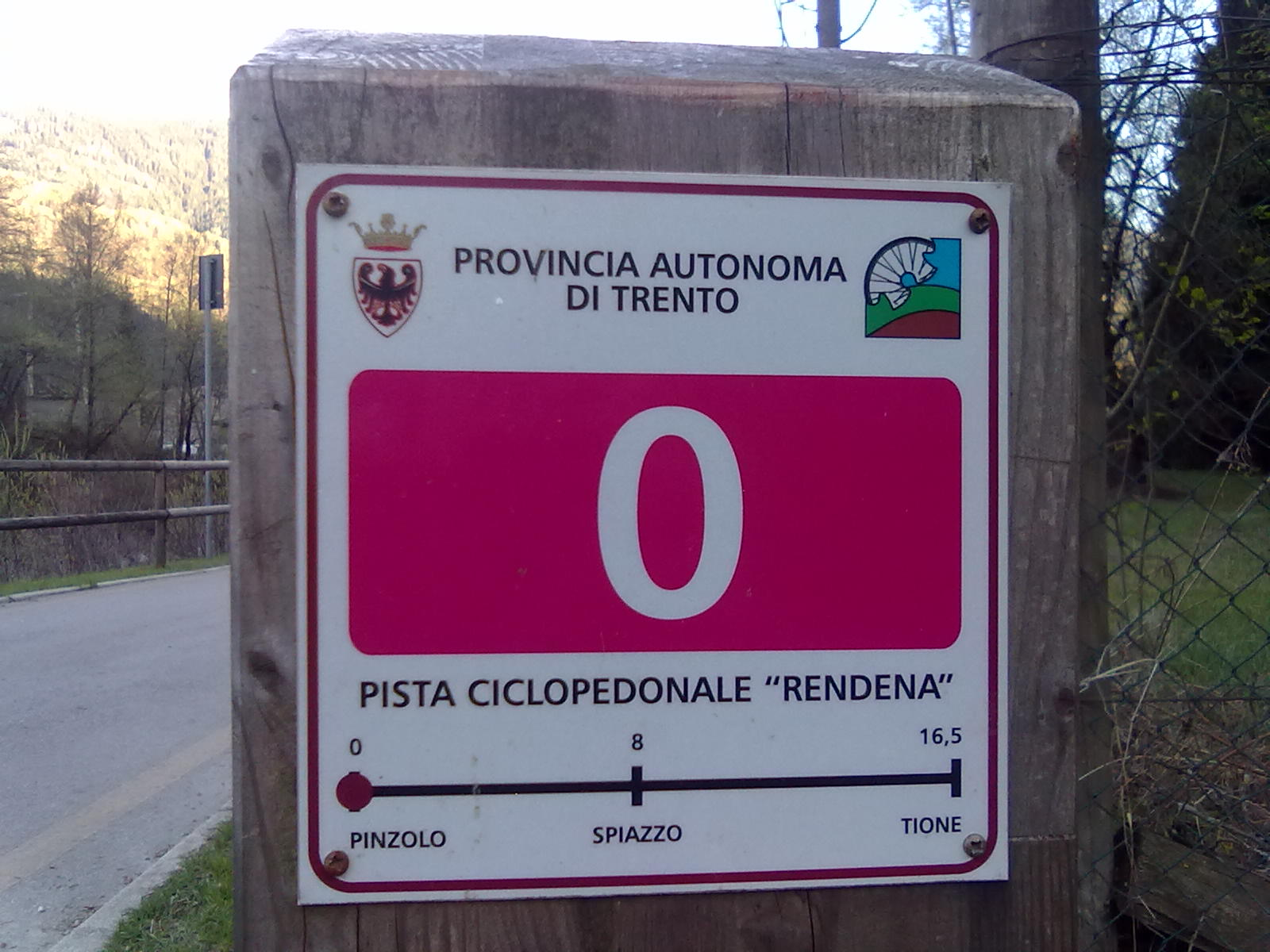
Segnale distanziometrico all'inizio della pista ciclabile Rendena

- Lunghezza: 16,5 km (Carisolo – Tione di Trento)
- Tempo medio di percorrenza: 2 ore e 30 minuti
- Tipo di fondo: asfalto
- Stagione consigliata: estate

Il percorso ciclabile ha inizio a Carisolo e, costeggiando il fiume Sarca, passando anche per alcuni centri abitati, arriva fino a Tione di Trento, in località Sesena. Ogni paese della valle è collegato alla pista ciclabile, anche tramite alcune varianti (come quella che dalla pineta di Pinzolo, raggiunge Giustino). Inclusa nella pista della Val Rendena è anche il breve tratto di 8 km che inizia a Tione di Trento e termina al Lago di Ponte Pià. Percorrendo la pista ciclabili si incontrano anche vari bici grill.

## Giudicarie inferiori
- Lunghezza: 16 km (Condino – Lago d'Idro)
- Tempo medio di percorrenza: 2 ore
- Tipo di fondo: asfalto e sterrato
- Stagione consigliata: estate

La pista ciclabile inizia a Condino e, costeggiando il fiume Chiese si arriva a Storo dove si possono notare i campi dove vengono coltivate le pannocchie che creano la farina gialla di Storo.
Il percorso termina sulle sponde del Lago d’Idro a Baitoni, al confine con la provincia di Brescia.

## Basso Sarca

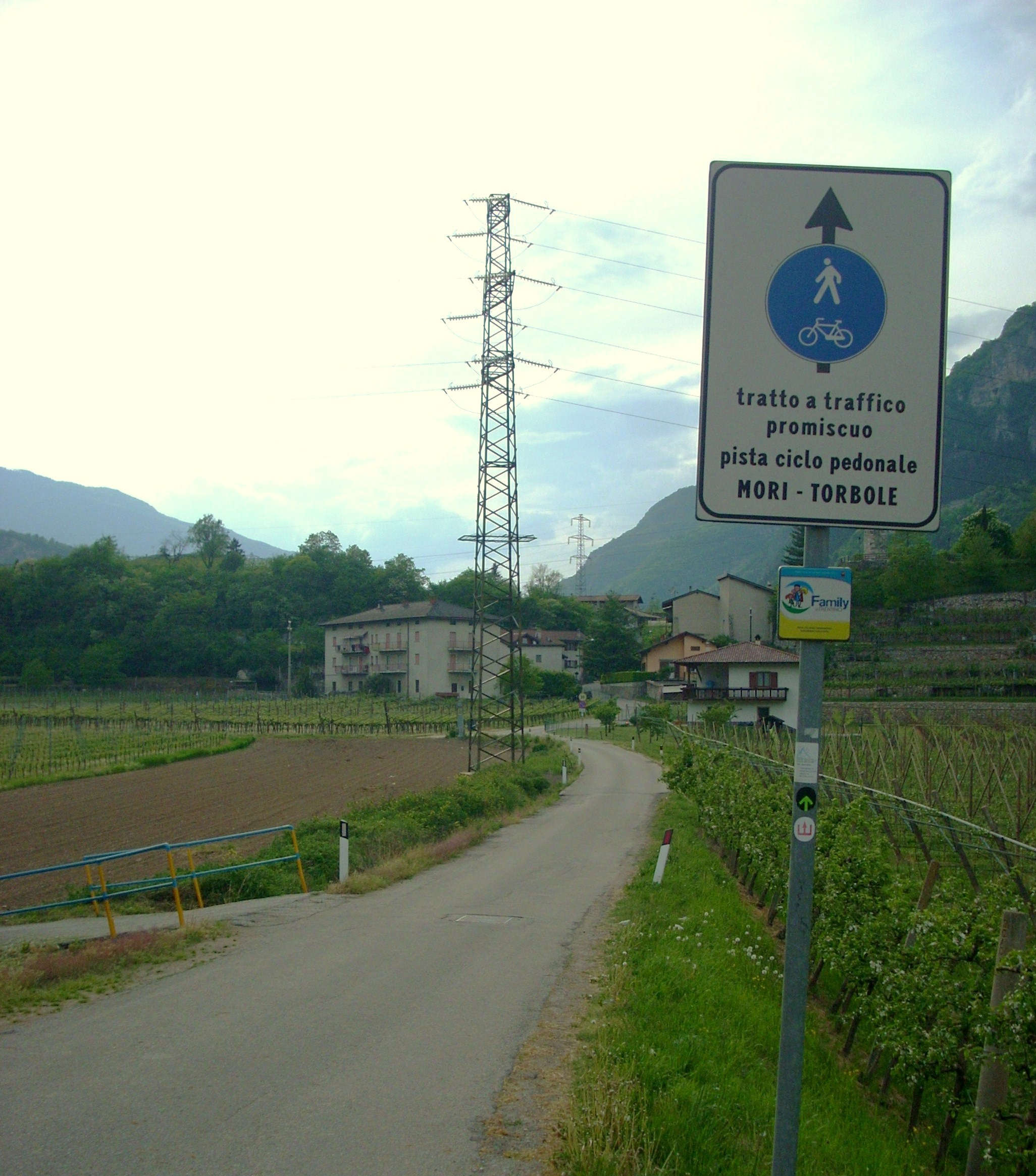
Inizio della ciclabile nei pressi di Mori

- Lunghezza: 18 km (Mori – Riva del Garda)
- Tempo medio di percorrenza: 2 ore
- Tipo di fondo: asfalto
- Stagione consigliata: tutte

Partendo dalla pista della Valle dell’Adige a Mori si va in direzione di Loppio e dall'abitato di Nago si scollina verso Torbole per arrivare sulle rive del Lago di Garda dove nelle ore pomeridiane spira il vento chiamato “Ora del Garda”. La pista ha conclusione a Riva del Garda da dove si sviluppa una bretella verso la località Varonr.

## Valle dei Laghi
- Lunghezza: 11 km (Torbole – Dro)
- Tempo medio di percorrenza: 2 ore
- Tipo di fondo: asfalto
- Stagione consigliata: tutte

Partendo da Torbole, all'incrocio con la ci si dirige verso la Valle dei Laghi, a nord, ad Arco e poi a Dro Pietramurata a Sarche.  Percorrendo una viabilità a traffico promiscuo si raggiunge Vezzano dove il percorso cilopedonale in sede propria si spinge fino a Terlago.

## Ledro e Concei
- Lunghezza: 12 km (Molina di Ledro - Lago d'Ampola)
- Tempo medio di percorrenza: 1 ora e 30 minuti
- Tipo di fondo: asfalto e sterrato
- Stagione consigliata: da primavera ad autunno

Partendo da Molina di Ledro si costeggia tutto il Lago di Ledro e passando per Bezzecca, Tiarno di Sotto e Tiarno di Sopra si raggiunge il Lago d'Ampola; è presente anche un percorso su strada a traffico promiscuo che si addentra per 5 chilometri nella Val di Concei.

## Alta Val di Non
- Lunghezza 32 km (un anello da Malgolo-Romeno-Fondo e ritorno)
- Tempo di percorrenza: 2 ore e 30 minuti
- Tipo di fondo: asfalto
- Stagione consigliata: da primavera ad autunno

## Tratti in progetto
Per i prossimi anni sono in fase di progetto nuovi tratti oppure il completamento di percorsi che attualmente non sono continui, ecco le idee principali.

Valsugana e Val di Cembra
- Prolungamento della attuale pista ciclabile con il tratto San Cristoforo al Lago – Trento.
- Costruzione di una nuova pista ciclabile da Pergine Valsugana a Brusago, passando per Baselga di Piné.

Giudicarie inferiori
- Costruzione del tratto Condino – Tione di Trento che permetterà la continuità tra Storo e Tione.

Valle dei Laghi
- Costruzione del tratto Dro – Pietramurata e Sarche – Terlago che permetterà la continuità tra Torbole e Terlago.

## I bicigrill
I bicigrill sono delle stazioni di servizio situate sulle piste ciclabili e dedicate ai ciclisti i quali possono fermarsi e ristorarsi, nonché comprare i prodotti tipici locali oppure effettuare manutenzioni alla propria bicicletta ma anche ricevere informazioni sui tracciati e sulle opportunità che il territorio offre. Il primo bicigrill è stato aperto a Nomi, sulla pista della Valle dell’Adige nel 2002, a Levico Terme, Tezze di Grigno sulla pista della Valsugana, a Pellizzano sulla pista della Val di Sole e a Vigo Rendena sulla pista della Val Rendena.